# Liparophyllum exaltatum
Liparophyllum exaltatum là một loài thực vật có hoa trong họ Menyanthaceae. Loài này được (Sol. ex Sims) Tippery & Les mô tả khoa học đầu tiên năm 2009.